# David Jordan
David Keith Jordan (nacido 13 de septiembre de 1985) es un cantante y compositor inglés.
Nacido de madre de Montserrat y de padre de Calcuta, Jordan escribía canciones de pop-rock a los 11 años con la edad que falleció su padre. 
Unos de sus mayores ídolos es Prince. Después de vivir nueve años en Londres, Jordan escogió a vivir con su abuela hasta que se trasladaron a Finchley con 16 años de edad. A continuación, se trasladó para cantar, que era su principal pasión con su primo Andrew F.
Obsesionado con escribir canciones y grabarlas, estudio arte dramático en el colegio durante la mañana, y por las tardes trabajaba en Starbucks en Oxford. Jordan ha sido telonero de Amy Winehouse. Su primer sencillo, 'Place in My Heart', que se ha descrito como un "irresistible rodaja de modernización de Michael Jackson" del álbum debut , 'Set the Mood', lanzado el 29 de octubre de 2007.
Jordan realizó 'Sun Goes Down', de su 'Ajuste el humor' álbum en el Royal Variety Performance 2007. Sun Goes Down ha sido número uno en la BBC Radio 1 el 21 de enero de 2008. También apoyó a Enrique Iglesias por su gira en noviembre de 2007 llamada 'Insomniac'.

## Según la Prensa
Dicen de él que es el nuevo Prince, el Lenny Kravitz del XXI y el Michael Jackson del año antes de explotar de éxito. Se llama David Jordan, en el Reino Unido es el último hype y, por mucho que la prensa se empeñe en compararle, asegura que no quiere se "la versión moderna de nadie, aunque les admiro a todos". "Quiero ser yo mismo". 

## Discografía

### Discos
| Date of release       | Title        |
| --------------------- | ------------ |
| 29 de octubre de 2007 | Set The Mood |

### Singles
| Year | Sencillo            | Chart positions | Album        |
| Year | Sencillo            | UK              | Album        |
| ---- | ------------------- | --------------- | ------------ |
| 2007 | "Place In My Heart" | "234"           | Set the Mood |
| 2008 | "Sun Goes Down"     |                 | Set the Mood |

### Los vídeos musicales
| Año  | Canción                    |
| ---- | -------------------------- |
| 2007 | Place In My Heart          |
| 2007 | Sun Goes Down              |
| 2008 | Move On                    |
| 2009 | Set The Mood               |
| 2011 | Don't Wanna (Hear You Say) |
| 2012 | Fallen Star                |
| 2012 | Wild, Wasted & Wonderful   |
| 2012 | Like a Winner              |
| 2014 | Sun Goes Down 2014         |

## Enlaces
- Datos: Q901591